# Марен Фельц
Марен Фельц (20 листопада 1999 ) — німецька веслувальниця, бронзова призерка Олімпійських ігор 2024 року, призерка чемпіонату Європи.

## Виступи на Олімпіадах
| Олімпіада  | Дисципліна     | Місце |
| ---------- | -------------- | ----- |
| Париж 2024 | парні четвірки | 3     |

## Зовнішні посилання
- Марен Фельц на сайті German Olympic Committee (німецька)